# 미쓰비시 후소 트럭・버스
미쓰비시 후소 트럭・버스 주식회사(일본어: 三菱ふそうトラック・バス株式会社 미츠비시 후소오 토랏쿠 바스카부시키가이샤[*], 영어: Mitsubishi Fuso Truck and Bus Corporation, 문화어: 미쯔비시 후소 트럭・버스 주식회사)는 일본의 자동차 제조 기업의 하나다. 약칭으로 미쓰비시 후소(三菱ふそう)라 불린다. 본사는 일본 가와사키시에 있다. 일본 최초로 대형 자동차(트럭과 버스), 산업용・디젤 엔진을 생산하여 전 세계에 생산망과 판매망을 갖추고 있다. 2003년에 미쓰비시 자동차 공업(일본어: 三菱自動車工業)의 대형 상용차 부문이 분사해 설립했다. 현대자동차가 출시한 구형 5t트럭(1990~1997), 현대 마이티, 현대 91A트럭, 현대 에어로버스, 현대 에어로시티, 현대 에어로타운 버스 등 다수의 현대자동차 제품은 미쓰비시 후소의 제품을 토대로 만들어졌다. 메르세데스-벤츠 그룹 AG와의 자본제휴를 맺은 후 결별한 미쓰비시 자동차 공업과 달리 미쓰비시 후소는 메르세데스-벤츠 그룹 AG가 대주주다. 그러나 미쓰비시 그룹 각사와 자본 관계를 포함한 일정한 관계를 유지하고 있다. 미쓰비시 그룹 광보위원회(三菱広報委員会)・미쓰비시 금요회(三菱金曜会) 소속 기업. 2011년 기준 일본 국내 상용차 판매율 3위이다.

## 회사 명칭의 유래
사명인 후소(ふそう, 扶桑)는 「일본」을 뜻하는 고대 일본어. 1932년 미쓰비시조선(三菱造船, 지금의 미쓰비시 중공업)이 대형차 사업을 개시했을 때 사내 공모에 의해 결정됐다.

## 연혁

### 미쓰비시 조선(三菱造船) 시기

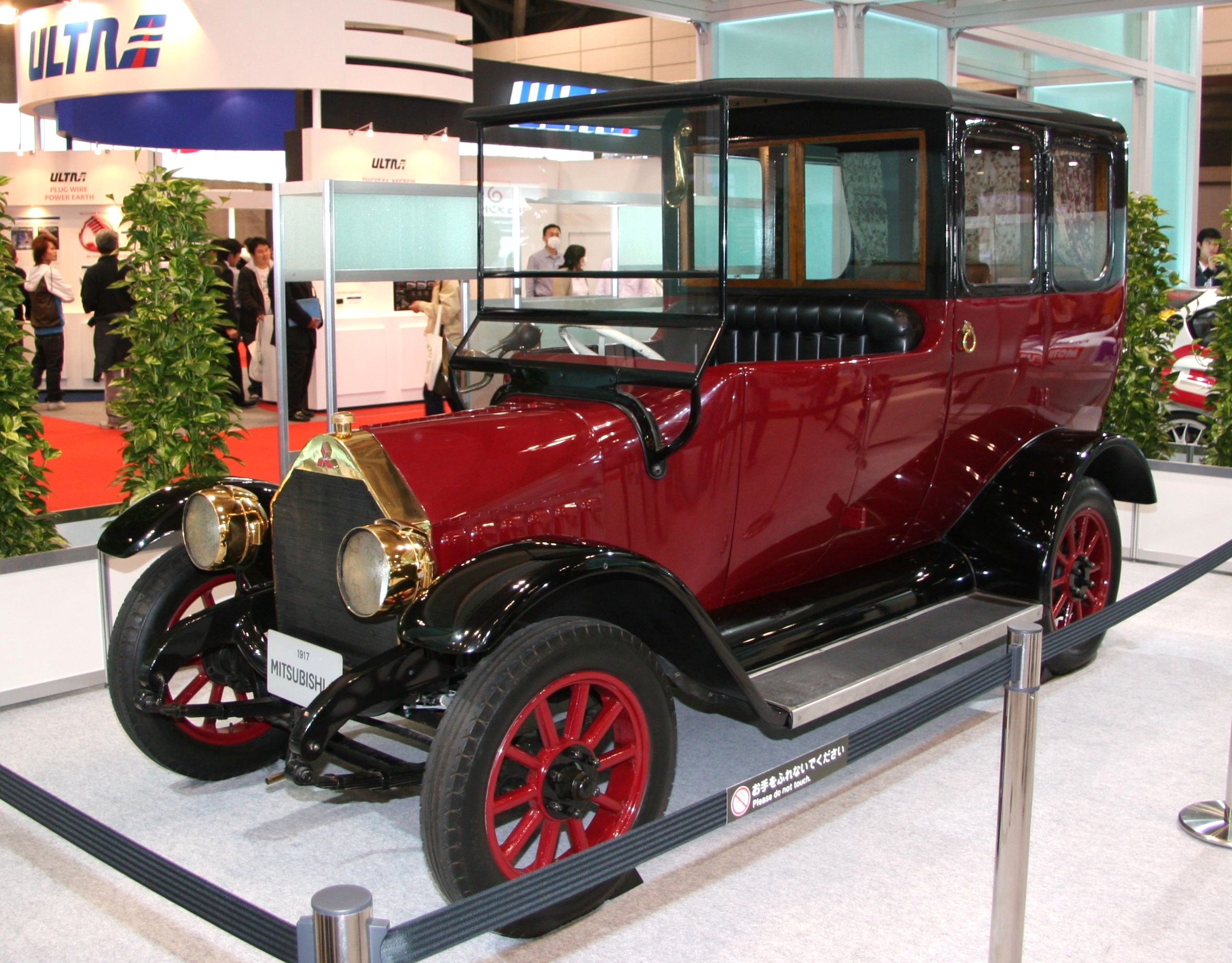
미쓰비시조선 시기에 생산된 일본 최초의 양산차인 미쓰비시A형 승용차(1918년). 미쓰비시 브랜드 자동차 생산의 첫 포문을 열었다.

- 1917년 - 미쓰비시 조선(三菱造船) 설립.
- 1918년 - 미쓰비시 조선. 미쓰비시 브랜드의 자동차 생산 시초인 「미쓰비시A형 승용차」 개발・완성.
- 1932년 - 미쓰비시 조선. 고베조선소에서 B46형 가솔린 버스 개발・완성. 후소(ふそう)로 명명.

### 미쓰비시 중공업(三菱重工業) 시기

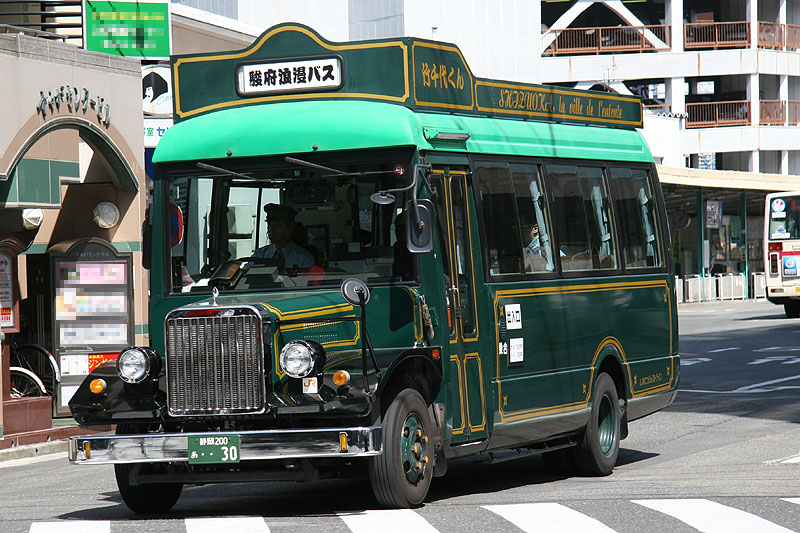
미쓰비시중공업 시기에 발매된 본넷트 버스(근래에는 사진과 같이 관광지 등의 노선에 쓰인다)

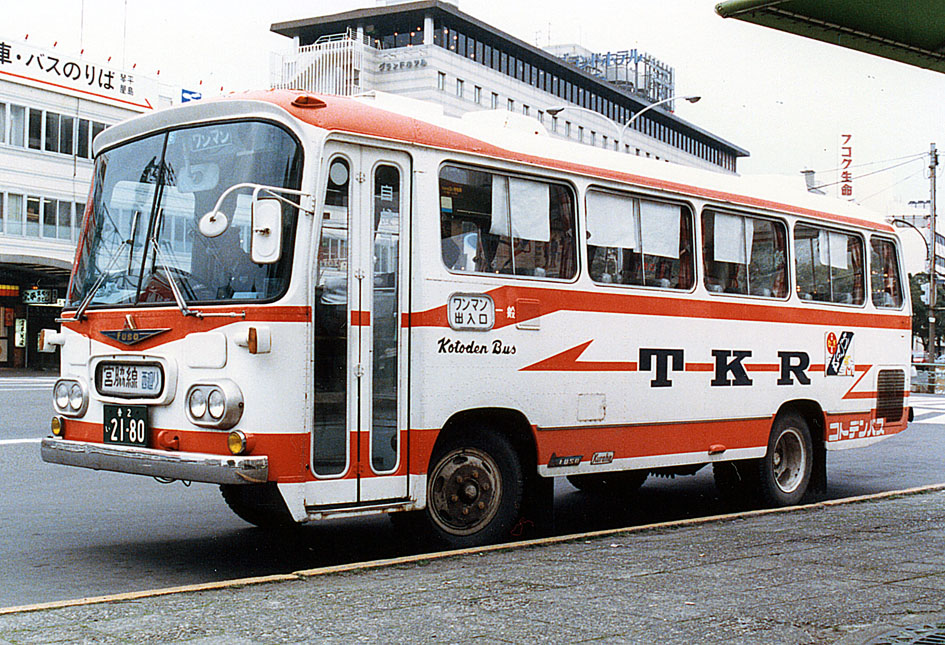
미쓰비시중공업 시기에 발매된 MR620 버스(1965년)

- 1934년 - 미쓰비시 조선. 미쓰비시 중공업(三菱重工業)으로 회사명 변경.
- 1937년 - 생산 거점을 도쿄제작소(현재 미쓰비시 후소 가와사키제작소)로 이전.
- 1946년 - 태평양전쟁 패전 후 초대 후소버스B1형 대형 본넷트 버스 발매.
- 1950년 - B25형 대형 본네트 버스 발매.
- 1959년 - 일본 최초 국내양산 대형 캡오버 8t트럭 T380형 발매. 중형 트럭(3t) 쥬피터 발매.
- 1960년 - T330형 본네트형 8t차 발매.
- 1961년 - T385형 캡오버형 8t차 발매.
- 1962년 - AR820형 고속버스 발매.
- 1963년 - 미쓰비시 후소 소형 트럭의 기초를 세운 초대 캔터・T720형 발매.
- 1967년 - 대형 트럭 T950형 발매.
- 1970년 - 중형 트럭 T650형 발매.

### 미쓰비시 자동차공업(三菱自動車工業) 시기
- 1970년 6월 1일 - 미쓰비시 중공업의 자동차 부문이 분사되어 미쓰비시 자동차공업(三菱自動車工業) 설립. 미쓰비시 자동차 사내에서 대형차 부문의 약칭은 「후소」 혹은 「트・버」였다.
- 1973년 - 대형 트럭 F시리즈 발매 개시.
- 1976년 - 중형 트럭 FK시리즈 발매 개시.
- 1985년 - 미쓰비시 상사(三菱商事)와 공동 출자로 미국에 트럭 판매 회사 설립.
- 1993년 - 크라이슬러社와의 자본제휴 해제.
- 1999년 - 볼보社와 트럭・버스 사업에 관한 자본・업무 제휴 계약 체결.
- 2001년 - 트럭・버스 사업에 관한 전략적 제휴 파트너를 볼보社에서 다임러社로 변경.

### 미쓰비시 후소 트럭・버스(三菱ふそうトラック・バス) 시기

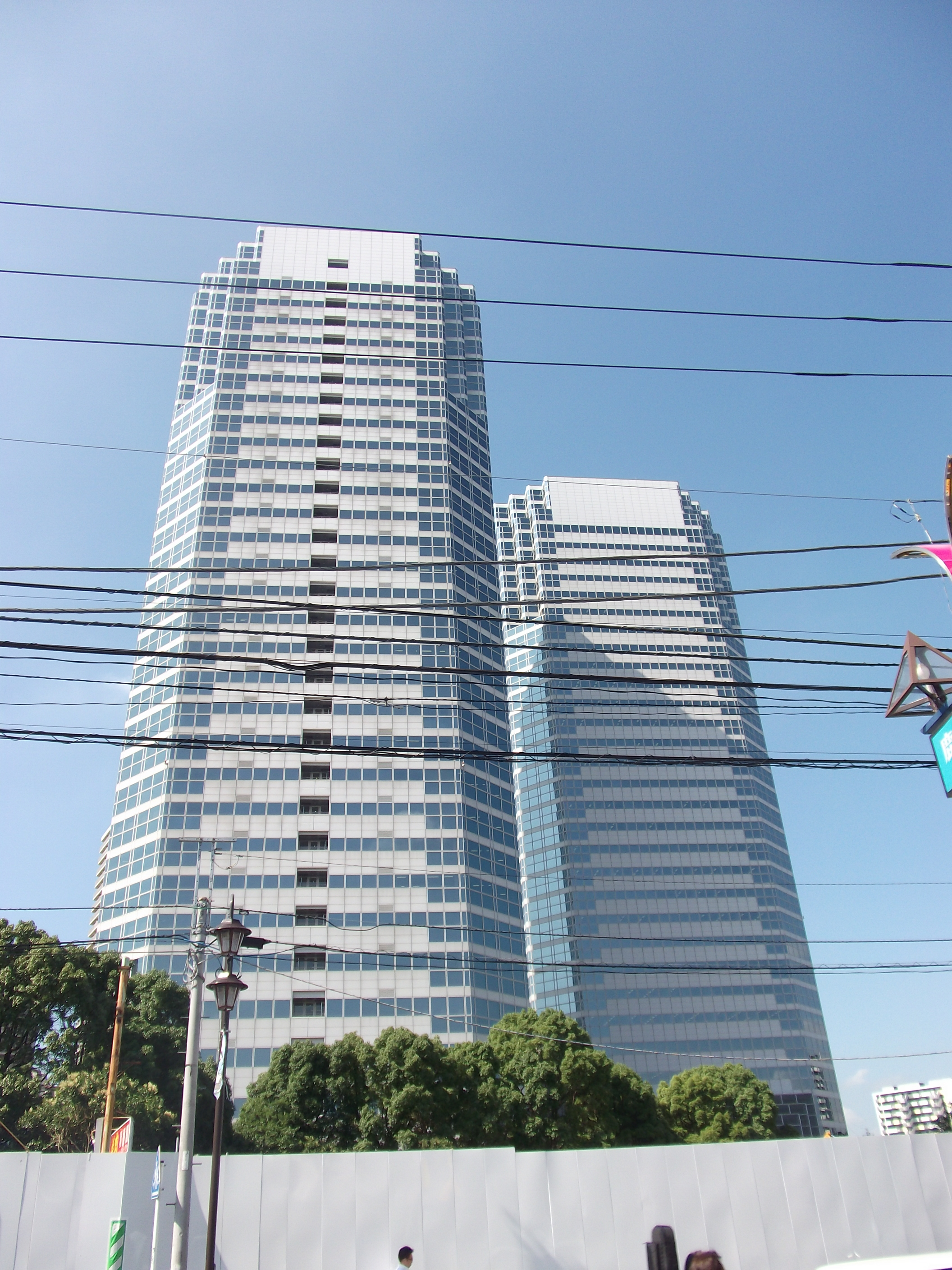
미쓰비시후소트럭・버스주식회사 본사(가와사키시 소재)

- 2003년 1월 6일 - 미쓰비시자동차공업으로부터 트럭・버스 등의 상용차 부문과 산업 엔진 부문이 분사되어 미쓰비시후소트럭・버스(三菱ふそうトラック・バス)주식회사 설립.
- 2004년 - 닛산자동차(日産自動車)에 소형차(캔터 로자)용 디젤 엔진의 OEM 공급을 개시.
- 2006년 - 캔터 에코 하이브리드 판매 개시. 상용차 메이커 최초로 하이브리드카 시장에 잠입.
- 2006년 4월 - (주)후소엔지니어링을 미쓰비시후소트럭・버스주식회사에 통합.
- 2007년 - 미쓰비시 후소 75주년.
- 2009년 2월 - 2008년 연간 세계판매대수가 19만 7천대를 돌파해 역대 최고치를 기록.
- 2009년 7월 - 러시아 시장 개척을 위해 러시아의 최대 상용차 제조회사 카마즈(KAMAZ)社와 트럭의 생산・판매 합병사업 설립 합의서에 조인. (주)후소테크니컬서비스를 미쓰비시후소트럭・버스주식회사에 통합.
- 2011년 - 메르세데스 벤츠 상용차부분 자회사 다임러AG로부터 300억엔 증자.
- 2012년 - 닛산자동차와 일본 국내시장용 소형 트럭의 상호 OEM 공급 기본 합의.

## 개발・생산 거점
- 가와사키 제작소・기술센터(가나가와현) - 소・중・대형 트럭 생산・개발.
- 기츠렌가와 연구소(토치기현) - 선행개발・차량 평가・테스트 코스.
- 나카츠시 공장(가나가와현) - 트랜스미션 개발.
- 아츠기 부품센터(가나가와현) - 부품 개발・공급.
- 미쓰비시후소버스제조주식회사(토미야마현) - 대형 버스 제조.
- 후소 테크니컬 서비스주식회사(가나가와현) - 미쓰비시후소 생산기술・라인 멘테넌스 관련 업무. 미쓰비시자동차・미쓰비시후소 사내의 인하우스 여행 대리업. 부동산 중개업.
- 후소텍 주식회사(가나가와현) - 트럭・버스 특장, 옵션, 시작(試作) 사업.
- 바브코 주식회사(가나가와현) - 미쓰비시후소 트럭 부품 공급.
- 미쓰비시후소트럭 유럽 - 포르투갈에 본사 설치. 유럽 시장용 소형 트럭(캔터)의 제조를 담당하는 유럽 시장 중핵 거점.
- 미쓰비시후소트럭 타이 - 타이 방콕에 본사 설치. 아시아 시장용 소형 트럭(캔터)의 제조를 담당하는 아시아 시장 중핵 거점.
- 슈트트가르트 오피스 - 다임러 슈트트가르트 본사내에 위치. 대형 트럭용 엔진 개발.

## 생산 차종

### 현재 생산차종
트럭
- 캔터
- 파이터
- 슈퍼 그레이트
- 74식 특대형 트럭

버스

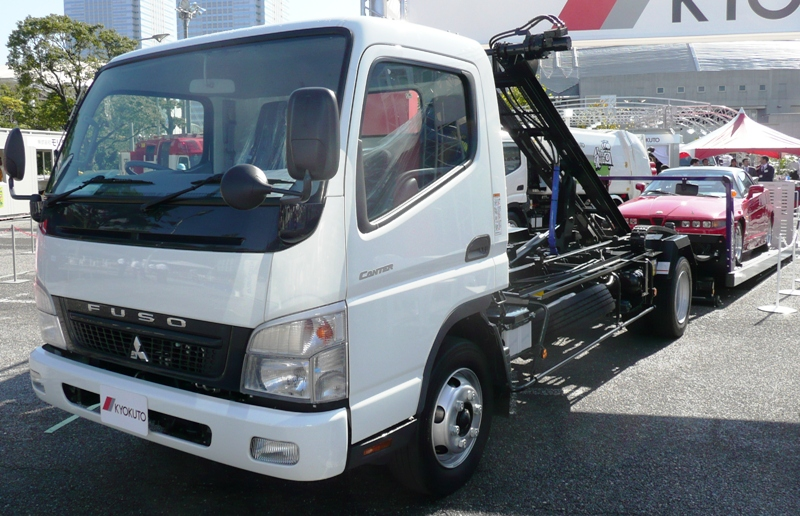
미쓰비시후소 캔터

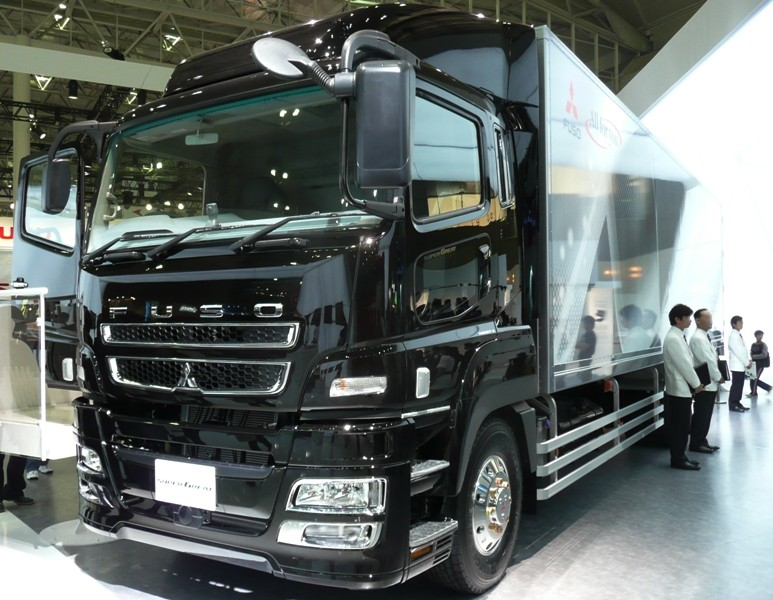
미쓰비시후소 슈퍼 그레이트FU

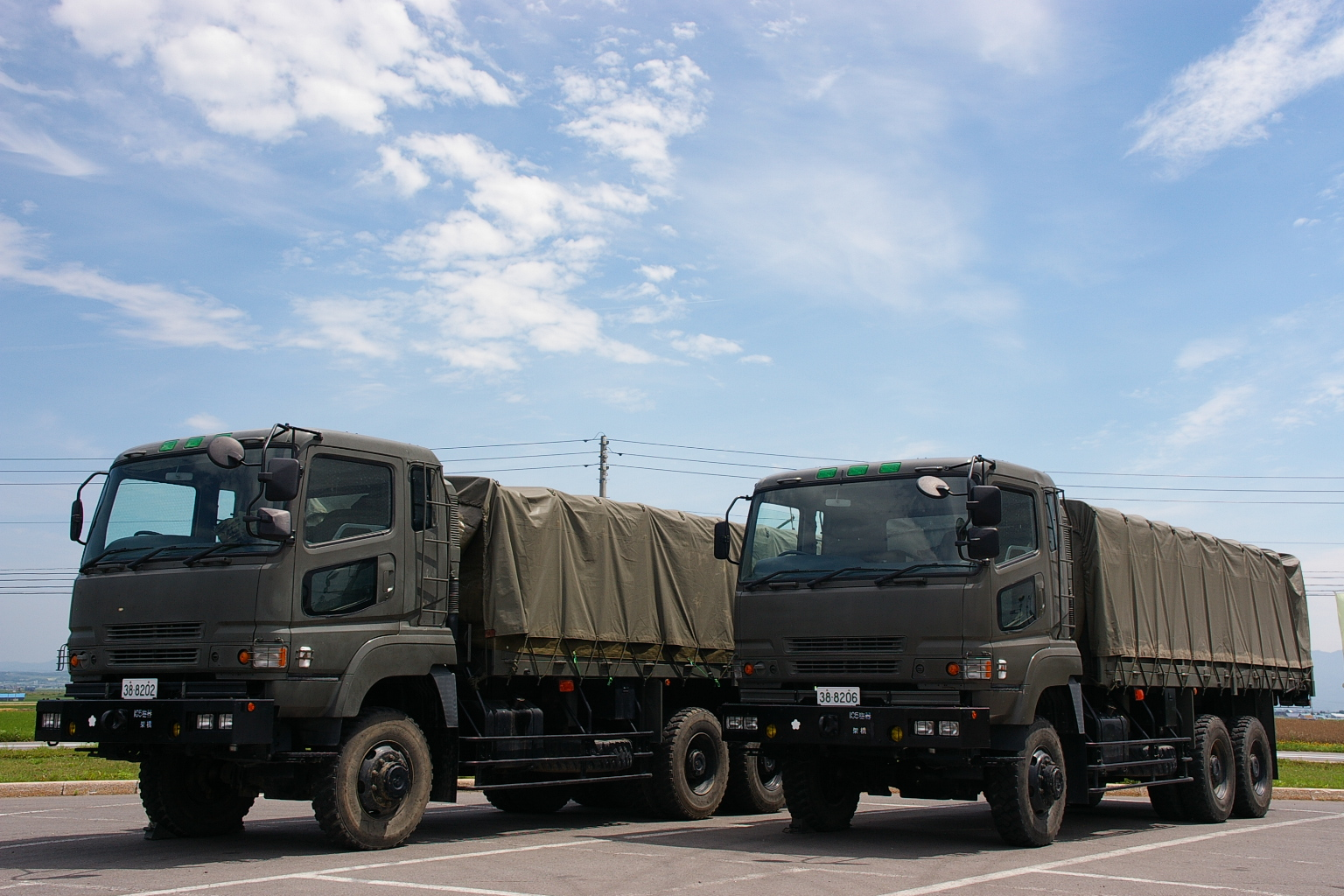
육상자위대용 7t트럭

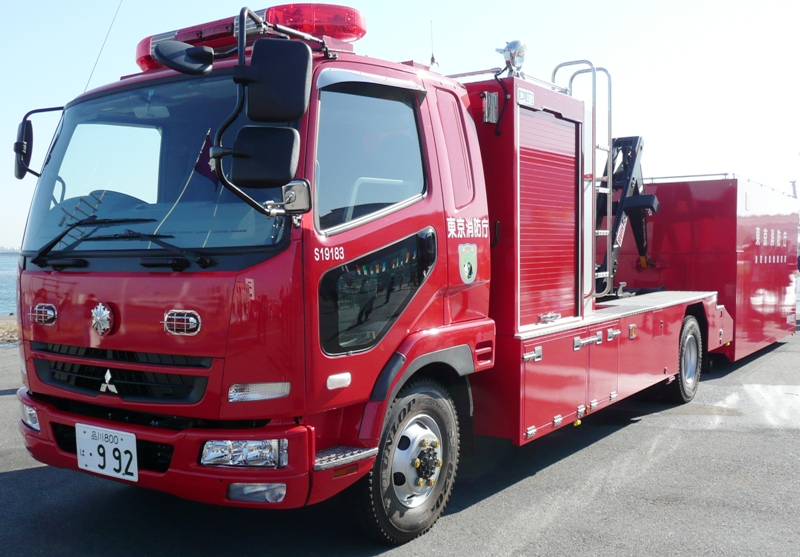
도쿄 소방청용 소방차(미쓰비시후소 파이터)

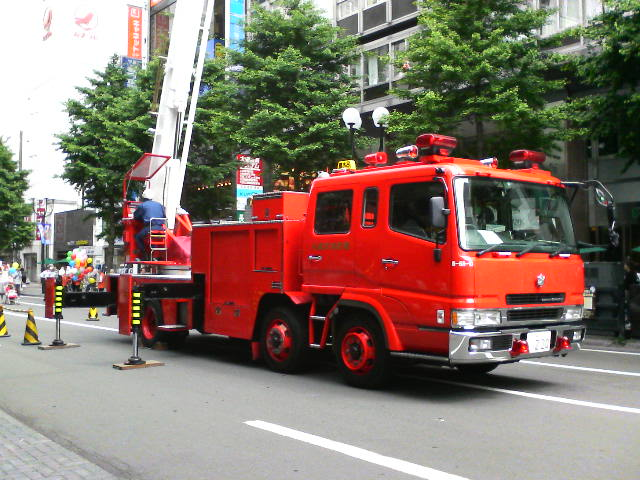
소방용 사다리차(미쓰비시후소 슈퍼 그레이트)

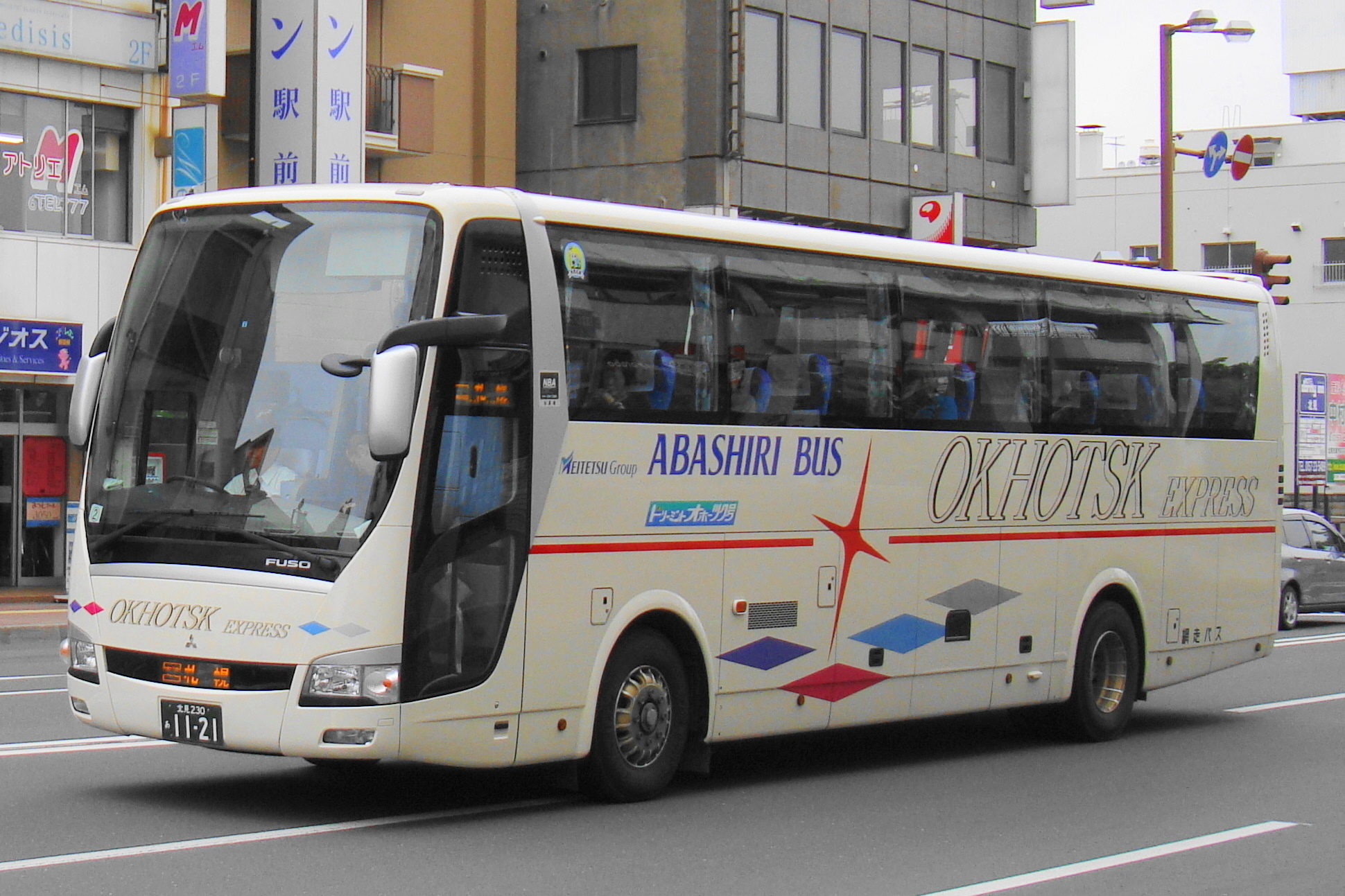
미쓰비시후소 에어로 퀸

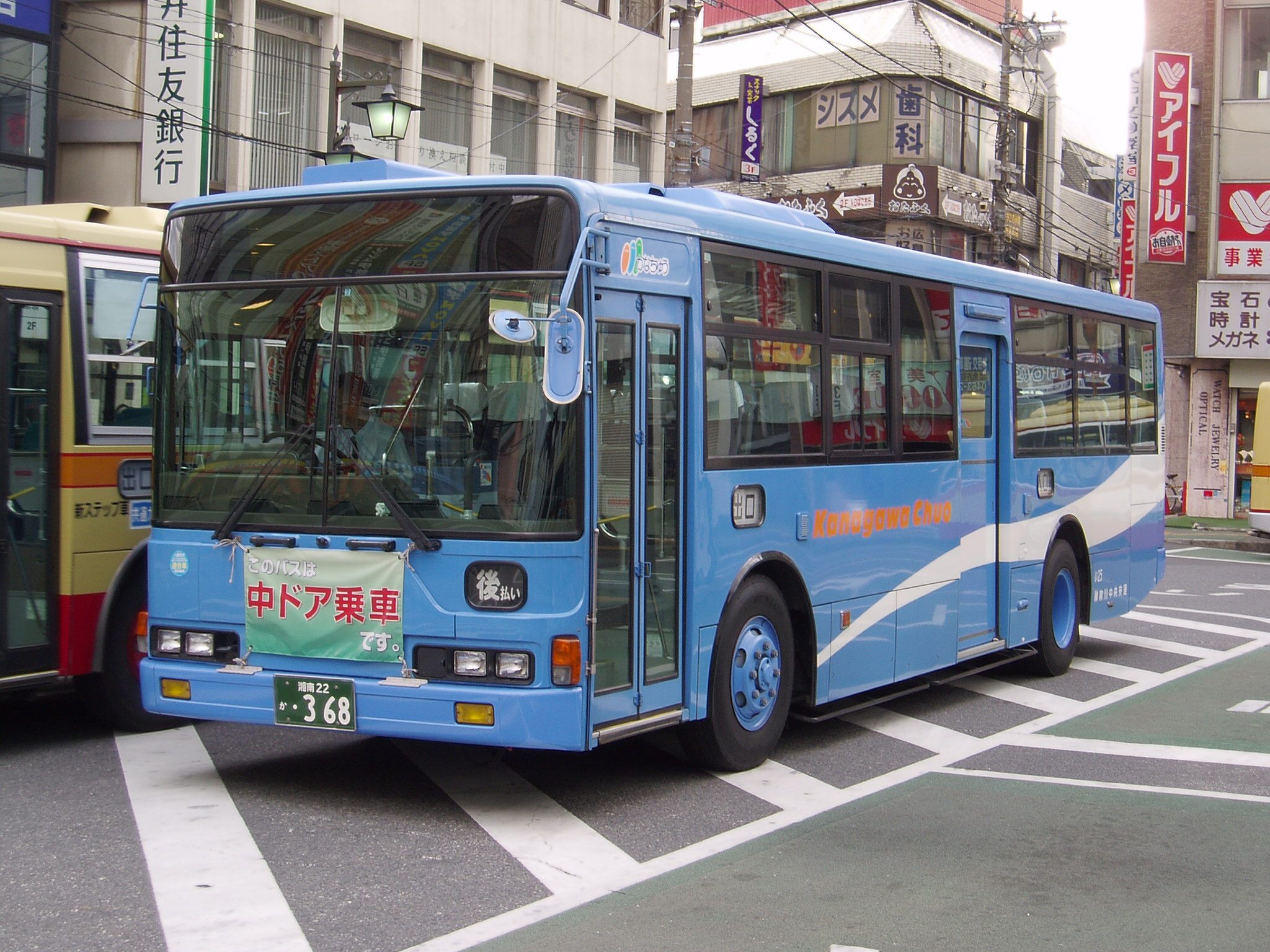
미쓰비시후소 에어로 스타

버스에 대해서는 2012년까지 닛산 디젤 (현, UD트럭)에 OEM 공급했으며 양 회사에 동일 제품이 공급되는 통합 차종의 이행이 진행되었다.
- 에어로퀸
- 에어로에이스
- 로자
- 에어로 미디
- 에어로 스타

기타 차종
- 74식 특대형트럭 (일본 육상자위대 소속)

산업용 엔진
- M 시리즈 (배기량 2.8~7.5L, 4・6기통)
- D3 시리즈 (배기량 3.6~5.9L, 4・6기통)
- D1 시리즈 (배기량 7.5L, 6기통)
- D2 시리즈 (배기량 11.9L, 6기통)
- DC 시리즈 (배기량 16L, 8기통)

### 과거 생산차종
트럭
- T계
- F계
- FK계
- 더 그레이트
- 쥬피터

버스
고속버스, 전세버스
- MAR820
- B806/905/906/907
- MS512/513
- B800시리즈

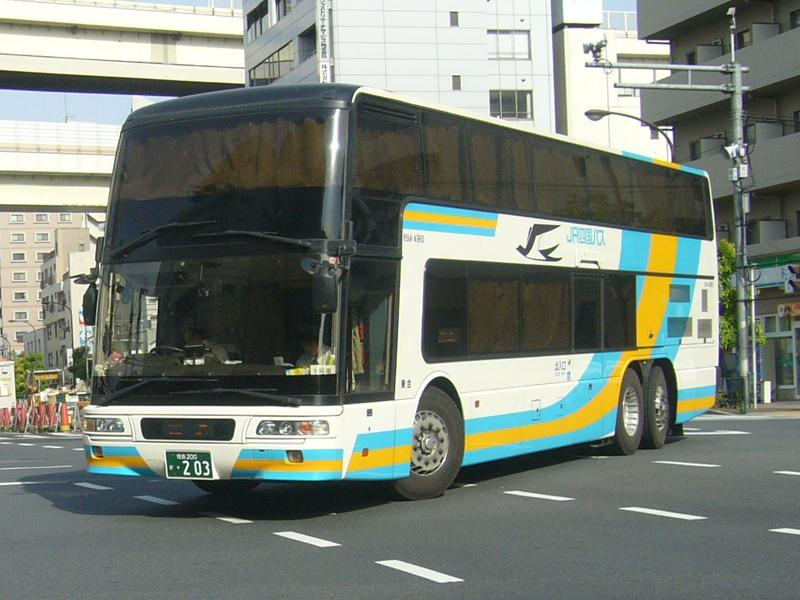
미쓰비시후소 에어로 킹

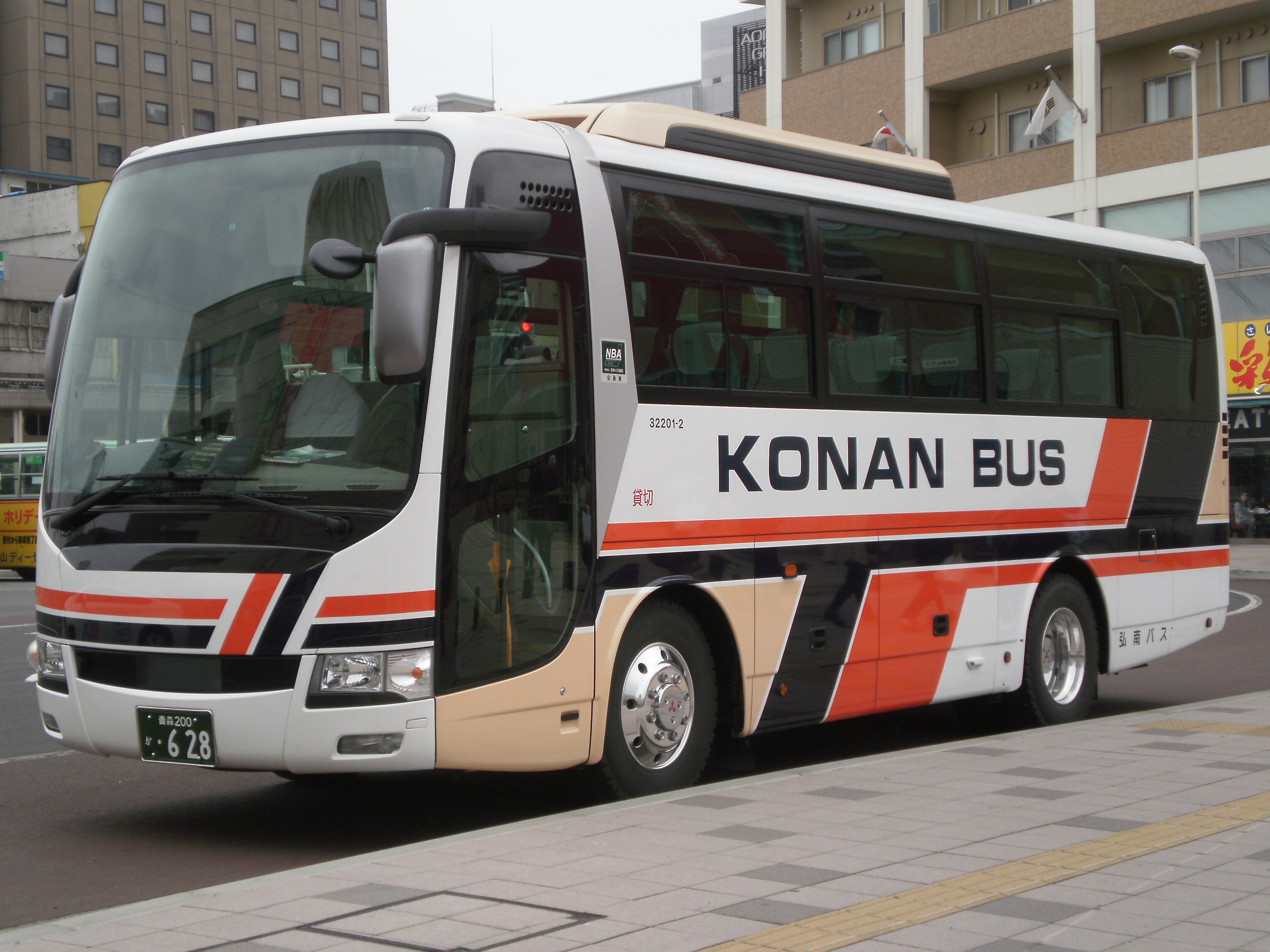
미쓰비시후소 에어로 에이스 숏 타입

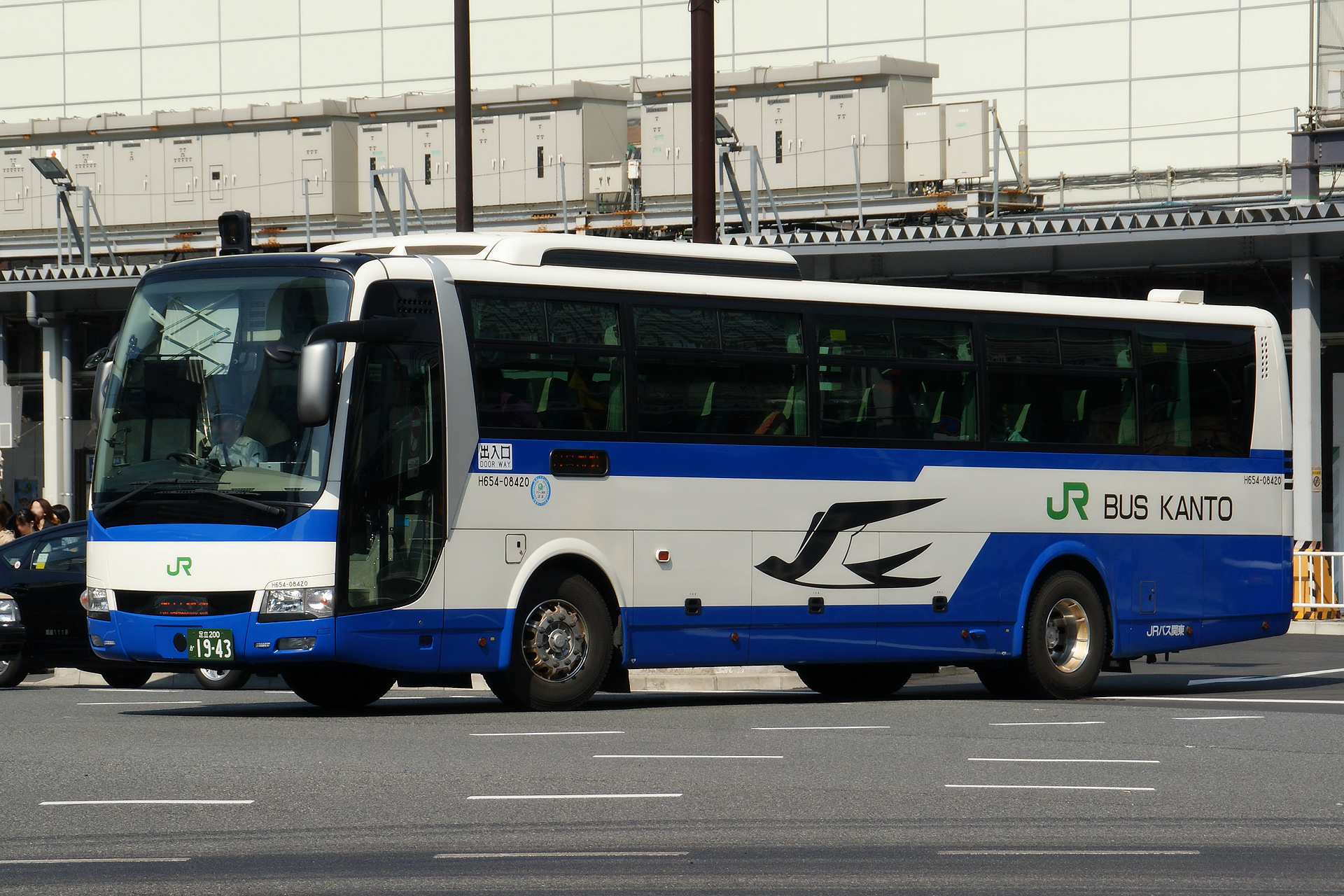
미쓰비시후소 에어로 에이스

- MP107/117/118/517/518
- 에어로 버스 1세대
- 에어로퀸 1세대
- 에어로 버스 2세대
- 에어로퀸 2세대

2층 버스
- 에어로킹
- 에어로킹 하이웨이 라이너

9m급 대형버스
- MM104/504/115/515/116/516
- 에어로 스타 1세대
- 에어로 스타 S
- 에어로 버스 MM
- 에어로 미디 MM
- 뉴 에어로 스타 MM
- 에어로 에이스 숏타입 MM

중형 버스
- MR620
- B6
- MK103H
- MK115/116/515/516
- 에어로 미디
  - 에어로 미디 MJ
  - 에어로 미디 ME
  - 에어로 미디 S

기타 차량
- 트럭 차체
  - 크레인 차량 전용 차체(K시리즈)

## 같이 보기
- 미쓰비시
- 미쓰비시 자동차 공업
- 메르세데스-벤츠 그룹 AG
- 미쓰비시후소 차종
- 미쓰비시후소 엔진